# Exyston maculosus
Exyston maculosus är en stekelart som först beskrevs av Léon Abel Provancher 1875.  Exyston maculosus ingår i släktet Exyston och familjen brokparasitsteklar. Inga underarter finns listade i Catalogue of Life.